# Киселицька сільська рада
Кисели́цька сільська́ ра́да — адміністративно-територіальна одиниця та орган місцевого самоврядування в Путильському районі Чернівецької області. Адміністративний центр — село Киселиці .

## Загальні відомості
- Населення ради: 2 003 особи (станом на 2001 рік)

## Населені пункти
Сільській раді були підпорядковані населені пункти:
- с. Киселиці
- с. Гробище
- с. Площі
- с. Поляківське
- с. Соколій

## Склад ради
Рада складалася з 16 депутатів та голови.
- Голова ради: Чев'юк Петро Іванович
- Секретар ради: Бубряк Ганна Василівна

### Керівний склад попередніх скликань
| Прізвище, ім'я, по батькові | Основні відомості                                                                                              | Дата обрання | Дата звільнення |
| --------------------------- | --- | ------------ | --------------- |
| Чев'юк Петро Іванович       | Сільський голова, 1971 року народження, освіта незакінчена вища, член Всеукраїнського об'єднання «Батьківщина» | 26.03.2006   | 31.10.2010      |
| Чев'юк Петро Іванович       | Сільський голова, 1971 року народження, освіта незакінчена вища, безпартійний                                  | 31.10.2010   |                 |

Примітка: таблиця складена за даними сайту Верховної Ради України

### Депутати
За результатами місцевих виборів 2010 року депутатами ради стали:

#### За суб'єктами висування
| Суб'єкт висування | Кількість обраних депутатів | %    |
| ----------------- | --------------------------- | ---- |
| Самовисування     | 15                          | 93,8 |
| Партія регіонів   | 1                           | 6,3  |

#### За округами
| № округу        | Прізвище, ім'я, по батькові     | Дата визнання обраним | Освіта  | Партійна приналежність | Відомості про обраного депутата                         |
| --------------- | ------------------------------- | --------------------- | ------- | ---------------------- | ------------------------------------------------------- |
| Партія регіонів |                                 |                       |         |                        |                                                         |
| 9               | Повшин Дмитро Гаврилович        | 01.11.2010            | середня | член Партії регіонів   | тимчасово не працює                                     |
| Самовисування   |                                 |                       |         |                        |                                                         |
| 1               | Грамажора Алла Вікторівна       | 01.11.2010            | вища    | позапартійна           | Киселицька сільська рада, спеціаліст-землевпорядник     |
| 2               | Скидан Марія Михайлівна         | 01.11.2010            | вища    | позапартійна           | Киселицька загальноосвітня школа, вчитель               |
| 3               | Чечул Юрій Григорович           | 01.11.2010            | вища    | позапартійний          | приватний підприємець                                   |
| 4               | Крижановська Василина Федорівна | 01.11.2010            | вища    | позапартійна           | Киселицька сільська рада, спеціаліст                    |
| 5               | Маковійчук Ярослав Петрович     | 01.11.2010            | середня | позапартійний          | ПДПЧ-15, водій                                          |
| 6               | Сорохан Михайло Олексійович     | 01.11.2010            | середня | позапартійний          | Путильський держлісгосп АПК, лісник                     |
| 7               | Бідоча Петро Іванович           | 01.11.2010            | середня | позапартійний          | приватний підприємець                                   |
| 8               | Бубряк Ганна Василівна          | 01.11.2010            | вища    | позапартійна           | Киселицька сільська рада, бухгалтер                     |
| 10              | Паучек Віктор Васильович        | 01.11.2010            | середня | позапартійний          | приватний підприємець                                   |
| 11              | Кричун Павло Юрійович           | 01.11.2010            | середня | позапартійний          | Путильська ЦРЛ, водій                                   |
| 12              | Торак Орися Миколаївна          | 01.11.2010            | середня | позапартійна           | Путильська ЦРЛ, молодша медична сестра                  |
| 13              | Маковійчук Людмила Василівна    | 01.11.2010            | вища    | позапартійна           | Киселицька сільська рада, секретар виконавчого комітету |
| 14              | Кермач Олександр Петрович       | 01.11.2010            | середня | позапартійний          | тимчасово не працює                                     |
| 15              | Пентюк Віктор Гергійович        | 01.11.2010            | середня | позапартійний          | Путильський держлісгосп АПК, лісник                     |
| 16              | Генкул Дмитро Михайлович        | 01.11.2010            | середня | позапартійний          | тимчасово не працює                                     |